# Anam Imo
'Anam Imo (sinh 2000) là một cầu thủ bóng đá người Nigeria, hiện đang chơi cho Nasarawa Amazons tại Giải vô địch bóng đá nữ Nigeria. Cô cũng là một trong những cầu thủ của Đội tuyển bóng đá nữ U20 Nigeria.

## Sự nghiệp

### Sự nghiệp cấp Câu lạc bộ
Vào tháng 3 năm 2016, Imo ghi bàn thắng duy nhất cho Nasarawa Amazons trong trận thua trước đội tuyển bóng đá nự U17 Nigeria, nhằm chuẩn bị cho World Cup FIFA U-17 Bóng đá nữ năm 2016.

## Quốc tế
Imo là một trong những cầu thủ được mời vào đội tuyển Nigeria cho Thế vận hội châu Phi 2015 bởi huấn luyện viên trưởng, Christopher Danjuma. Trong khi giải đấu diễn ra, cô đã ghi được một số bàn thắng cho đội. Trước thềm Cúp bóng đá nữ châu Phi 2016, Imo ở trong đội hình 30 người tạm thời của Florence Omagbemi, nhưng không góp mặt trong đội hình cuối cùng gồm 23 cầu thủ. Ở cấp độ đội tuyển U20, Imo được sử dụng trong vòng loại Nigeria cho FIFA U20 World Cup 2018, ghi bàn bằng cả hai chân của trận đấu vòng loại cuối cùng với đội tuyển Nam Phi.
Cô được ghi tên trong danh sách đội hình cuối cùng bởi huấn luyện viên Thomas Dennerby tham dự WAFU Cup Bóng đá nữ 2018. Tại giải đấu, cô ghi một bàn vào lưới đội nữ Togolese trong trận đấu cuối cùng của vòng bảng. Vào tháng 4 năm 2018, Imo có mặt trong đội hình xuất phát trong trận thua của đội tuyển Nigeria trước Pháp trong một trận giao hữu ở Le Mans.